# Brigitte Oertli
Brigitte Oertli (Egg, 10 giugno 1962) è un'ex sciatrice alpina svizzera.

## Biografia

### Stagioni 1981-1986
La Oertli si mise in luce in Coppa Europa nella stagione 1980-1981, quando si classificò al 2º posto sia nella classifica generale, sia in quella di discesa libera. In Coppa del Mondo ottenne il primo piazzamento di rilievo il 18 dicembre 1981 a Piancavallo in combinata (12ª) e il primo podio, nella medesima specialità, il 22 gennaio 1984 a Verbier (3ª); ai XIV Giochi olimpici invernali di Sarajevo 1984, sua prima partecipazione olimpica, si piazzò 12ª nella discesa libera e non completò lo slalom speciale.
Il 9 dicembre 1984 colse a Davos in combinata la prima vittoria in Coppa del Mondo e nella stessa stagione partecipò ai Mondiali di Bormio, dove fu 8ª nella discesa libera, 5ª nello slalom speciale e 4ª nella combinata. Al termine di quella stagione 1984-1985 in Coppa del Mondo, dopo aver ottenuto sette podi con due vittorie, risultò 2ª nella classifica generale e 3ª in quella di discesa libera, vinte entrambe dalla sua connazionale Michela Figini che la sopravanzò rispettivamente di 41 e di 39 punti; vinse inoltre la classifica della combinata, che tuttavia all'epoca non prevedeva l'assegnazione di alcun trofeo.

### Stagioni 1987-1990
Nella rassegna iridata di Crans-Montana 1987 si classificò 9ª nel supergigante, 11ª nello slalom gigante e 14ª nella combinata; quell'anno in Coppa del Mondo ottenne sei podi con una vittoria, vinse nuovamente la classifica di combinata e fu 3ª in quella generale. Ai XV Giochi olimpici invernali di Calgary 1988, sua seconda e ultima presenza olimpica, vinse la medaglia d'argento sia nella discesa libera sia nella combinata, si piazzò 17ª nel supergigante e non completò lo slalom speciale. I suoi podi nella Coppa del Mondo 1987-1988 furono otto, con quattro vittorie; s'impose per la terza volta nella classifica di combinata e si piazzò al 2º posto sia nella classifica generale sia in quella di discesa libera, ancora vinte entrambe dalla Figini rispettivamente con un margine di 18 e di 24 punti.
Ai Mondiali di Vail 1989, suo congedo iridato, vinse la medaglia di bronzo nella combinata, mentre quell'anno in Coppa del Mondo vinse per la quarta volta la classifica di combinata. Si ritirò al termine della stagione 1989-1990, durante la quale ottenne l'ultimo podio in Coppa del Mondo con la vittoria nella combinata di Steamboat Springs del 12 dicembre; il suo ultimo piazzamento in carriera fu il 15º posto ottenuto nella discesa libera di Coppa del Mondo disputata a Veysonnaz il 3 febbraio 1990.

## Bilancio della carriera
In grado di cimentarsi in tutte le specialità, è stata una delle rappresentanti di punta della forte nazionale elvetica degli anni 1980; pur non riuscendo a ottenere i risultati di compagne di squadra come Michela Figini, Vreni Schneider ed Erika Hess, ha comunque conquistato due medaglie d'argento ai Giochi olimpici invernali e una medaglia di bronzo ai Campionati mondiali. In Coppa del Mondo ha conseguito nove successi, quasi tutti in combinata.

## Palmarès

### Olimpiadi
- 2 medaglie:
  - 2 argenti (discesa libera, combinata a Calgary 1988)

### Mondiali
- 1 medaglia:
  - 1 bronzo (combinata a Vail 1989)

### Coppa del Mondo
- Miglior piazzamento in classifica generale: 2ª nel 1985 e nel 1988
- Vincitrice della classifica di combinata nel 1985, nel 1987, nel 1988 e nel 1989[2]
- 31 podi:
  - 9 vittorie
  - 13 secondi posti
  - 9 terzi posti

#### Coppa del Mondo - vittorie
| Data             | Località           | Paese       | Specialità |
| ---------------- | ------------------ | ----------- | ---------- |
| 9 dicembre 1984  | Davos              | Svizzera    | KB         |
| 11 gennaio 1985  | Bad Kleinkirchheim | Austria     | KB         |
| 11 gennaio 1987  | Mellau             | Austria     | KB         |
| 13 dicembre 1987 | Leukerbad          | Svizzera    | KB         |
| 18 gennaio 1988  | Saas-Fee           | Svizzera    | SL         |
| 24 gennaio 1988  | Bad Gastein        | Austria     | KB         |
| 5 marzo 1988     | Aspen              | Stati Uniti | DH         |
| 15 gennaio 1989  | Grindelwald        | Svizzera    | KB         |
| 10 dicembre 1989 | Steamboat Springs  | Stati Uniti | KB         |

Legenda:

DH = discesa libera

SL = slalom speciale

KB = combinata

### Coppa Europa
- Miglior piazzamento in classifica generale: 2ª nel 1981[1]

### Campionati svizzeri
- 2 medaglie (dati parziali, dalla stagione 1981-1982):
  - 2 ori (combinata[senza fonte] nel 1982; combinata[senza fonte] nel 1984)

## Statistiche

### Podi in Coppa del Mondo
| Stagione/Specialità | Discesa libera | Discesa libera | Discesa libera | Supergigante | Supergigante | Supergigante | Slalom gigante | Slalom gigante | Slalom gigante | Slalom speciale | Slalom speciale | Slalom speciale | Combinata | Combinata | Combinata | Podi totali |
| ------------------- | -------------- | -------------- | -------------- | ------------ | ------------ | ------------ | -------------- | -------------- | -------------- | --------------- | --------------- | --------------- | --------- | --------- | --------- | ----------- |
| Stagione/Specialità | 1º             | 2º             | 3º             | 1º           | 2º           | 3º           | 1º             | 2º             | 3º             | 1º              | 2º              | 3º              | 1º        | 2º        | 3º        | Podi totali |
| 1982                |                |                |                |              |              |              |                |                |                |                 |                 |                 |           |           |           | 0           |
| 1983                |                |                |                |              |              |              |                |                |                |                 |                 |                 |           |           |           | 0           |
| 1984                |                |                |                |              |              |              |                |                |                |                 |                 |                 |           |           | 1         | 1           |
| 1985                |                | 3              |                |              |              | 1            |                |                |                |                 | 1               |                 | 2         |           |           | 7           |
| 1986                |                | 3              |                |              |              |              |                |                |                |                 |                 | 2               |           | 1         | 1         | 7           |
| 1987                |                |                |                |              | 1            |              |                | 1              |                | 2               | 1               | 1               |           |           |           | 6           |
| 1988                | 1              | 2              | 2              |              |              |              |                |                |                | 1               |                 |                 | 2         |           |           | 8           |
| 1989                |                |                |                |              |              |              |                |                |                |                 |                 |                 | 1         |           |           | 1           |
| 1990                |                |                |                |              |              |              |                |                |                |                 |                 |                 | 1         |           |           | 1           |
| Totale              | 1              | 8              | 2              | 0            | 1            | 1            | 0              | 1              | 0              | 3               | 2               | 3               | 7         | 1         | 2         | 31          |
| Totale              | 11             | 11             | 11             | 2            | 2            | 2            | 1              | 1              | 1              | 7               | 7               | 7               | 10        | 10        | 10        | 31          |